# Je vous ai tant aimé
Je vous ai tant aimé est une série télévisée québécoise en 31 épisodes de 25 minutes en noir et blanc, diffusée d'abord en quatre parties du 18 mars au 8 avril 1958 dans la série Quatuor, puis sous son propre titre en 27 épisodes du 21 octobre 1958 au 16 juin 1959 à la Télévision de Radio-Canada.
Le titre a aussi été utilisé à la radio de Radio-Canada la même année.

## Fiche technique
- Scénarisation : Jovette Bernier et Simon L'Anglais
- Réalisation : Maurice Leroux et Claude Désorcy
- Société de production : Société Radio-Canada

## Distribution
- J. Léo Gagnon : Médée Chardonnel
- Juliette Huot : Nastasie Chardonnel
- Lise Lasalle : Colombe Chardonnel
- Marjolaine Hébert : Colombe Chardonnel
- Jean Coutu : Michel Mirbeau
- François Rozet : M. Courville
- Bertrand Gagnon : Bertrand
- Monique Miller : Frisette Deschamps
- Paul Hébert : Dr Pharand
- Jean-Louis Paris : Curé Thomas
- Guy Ferron : Trefflé Thibault
- Camille Fournier : Évêque
- Marcel Giguère : Bedeau
- Mariette Duval : Gracieuse
- Béatrice Picard : Florida Précourt
- Monique Chailler : Thérèse
- Estelle Picard : Michelle
- Hélène Baillargeon : Delia
- Maurice Beaupré : Père Pierre
- Julien Boisvert : Juteux
- Phyllis Carter : Diane
- Carmen Côté : Yvonne
- Rolland D'Amour : Désiré Beaupré
- Mimi D'Estée : Mme Courville
- José Ledoux : Ephrem
- Monique Lepage : Ginette
- Hélène Loiselle : Mère Angélique
- Doris Malcolm : Mme O'Flaherty
- Jean Mathieu : Ludger
- Raymonde Prud'homme : Claire
- Rose Rey-Duzil : Mme Courville
- Claude Régent : Professeur
- Berthe de Varennes : Florida Précourt
- Blanche Gauthier
- Louis-Philippe Hébert
- Ovila Légaré